# 그리스 제1공화국
그리스 제1공화국(그리스어: Α΄ Ελληνική Δημοκρατία)은 오스만 제국에 대항한 그리스 독립 전쟁 당시 있었던 임시 그리스의 국가를 일컫는데 쓰이는 표현이다. 이 표현은 오로지 역사 서술에서만 쓰이며, 그리스 왕국 이전에 있었던 혁명 정부의 입헌적ㆍ민주적 성격을 강조하는 표현이며, 그리스 역사에서 그리스 제2공화국과 그리스 제3공화국과 연관되는 표현이기도 하다.
1821년 반란이 전개되면서 여러 지역에서 각자 통치 평의회를 선출하였다. 1822년 초 이들 기관은 제1차 에피다브로스 의회에서 중앙 정부가 생기면서 대체되었으며, 이 의회에서는 최초의 그리스 헌법을 채택하여 근대 그리스 국가가 탄생하였다. 새 나라는 당시 열강의 승인을 받지 못하였으며, 초기에 성공을 거두자 이브라힘 파샤가 이끄는 투르크-이집트 군대 뿐 아니라 내전의 위협을 받아야 했다.
그러나 1827년에 열강은 런던 조약에 규정된대로 오스만 제국의 종주권 하에 그리스 자치국을 세우는 데 동의하였다. 그러나 오스만 제국은 이에 거부하였고, 결국 나바리노 해전에서 열강이 승리하면서 완전한 그리스 독립을 이루게 된다.
1827년 제3차 트리지나 의회에서 그리스국(Ἑλληνικὴ Πολιτεία)을 성립하며, 요안니스 카포디스트리아스를 그리스의 '지사'로 선출한다.(때문에 이 나라를 '주'(Governorate)로 칭하기도 한다) 1828년 1월 카포디스트리아스가 그리스에 도착하자, 그는 제기능을 하는 국가를 세우고, 전쟁으로 황폐화돤 나라의 문제를 시정하고자 활발히 노력하였으나, 이내 강력한 지방 호족과 수령들과 갈등하며 분쟁에 휘말렸다. 1831년 그는 정적에게 암살당하였고, 나라는 다시 내전 상태에 빠진다. 그의 뒤를 이어 동생 아브구스티노스 카포디스트리아스(Αυγουστίνος Καποδίστριας)가 뒤를 이었으나, 여섯 달 만에 사임해야 하였다. 다시 세 "보호자 열강"(영국, 프랑스, 러시아 제국)가 개입하여, 1832년 런던 회의에서 그리스 왕국 건국을 선포하고 바이에른의 제후 비텔스바흐의 오톤을 국왕으로 모셨다.

## 국가 원수
- 요안니스 카포디스트리아스 (January 24, 1828년 1월 24일 ~ 1831년 10월 9일)
- 아브구스티노스 카포디스트리아스 (1831년 10월 9일 ~ 1832년 4월 9일)
- 통치 평의회 (1832년 4월 9일 ~ 1833년 2월 2일)

## 같이 보기
- 아테네 민주주의